# Lista monumentelor istorice din județul Iași - P

Simbol pentru monumentele istorice

Lista monumentelor istorice din județul Iași - P cuprinde monumentele istorice înscrise în Patrimoniul cultural național al României și aflate în localități ce încep cu litera P din județul Iași.
Lista completă este menținută și actualizată periodic de către Ministerul Culturii, Cultelor și Patrimoniului Național din România, prin intermediul Institutului Național al Patrimoniului, ultima versiune datând din 2015. Această listă cuprinde și actualizările ulterioare, realizate prin ordin al ministrului culturii.
Puteți căuta un monument din județul Iași folosind formularul de mai jos sau puteți naviga prin toate monumentele din județ la lista monumentelor istorice din județul Iași.
| Cod LMI                                           | Denumire                                                                   | Localitate                            | Localizare | Datare, Creatori                        | Imagine               | Erori             |
| ------------------------------------------------- | -------------------------------------------------------------------------- | ------------------------------------- | --- | --------------------------------------- | --------------------- | ----------------- |
| IS-I-s-B-03629 (RAN: 96995.01)                    | Situl arheologic de la Păușești, punct „Biserica Veche 1 și 11”            | sat Păușești; comuna Dumești          | „Biserica Veche 1 și 11”, la SE de Biserica veche de lemn din afara vetrei satului, pe ambele pante, despărțite de o vâlcică |                                         | Încarcă foto \| video | Raportează eroare |
| IS-I-m-B-03629.01 (RAN: 96995.01.06)              | Vechea vatră a satului Păușești                                            | sat Păușești; comuna Dumești          | „Biserica Veche 1 și 11”, la SE de Biserica veche de lemn din afara vetrei satului, pe ambele pante, despărțite de o vâlcică | sec. XIV – XVI, Epoca medievală         | Încarcă foto \| video | Raportează eroare |
| IS-I-m-B-03629.02 (RAN: 96995.01.05)              | Așezare                                                                    | sat Păușești; comuna Dumești          | „Biserica Veche 1 și 11”, la SE de Biserica veche de lemn din afara vetrei satului, pe ambele pante, despărțite de o vâlcică | sec. V – VI, Epoca migrațiilor          | Încarcă foto \| video | Raportează eroare |
| IS-I-m-B-03629.03 (RAN: 96995.01.04)              | Așezare                                                                    | sat Păușești; comuna Dumești          | „Biserica Veche 1 și 11”, la SE de Biserica veche de lemn din afara vetrei satului, pe ambele pante, despărțite de o vâlcică | sec. IV p.Chr, Epoca daco-romană        | Încarcă foto \| video | Raportează eroare |
| IS-I-m-B-03629.04 (RAN: 96995.01.03)              | Așezare                                                                    | sat Păușești; comuna Dumești          | „Biserica Veche 1 și 11”, la SE de Biserica veche de lemn din afara vetrei satului, pe ambele pante, despărțite de o vâlcică | sec. II – III p. Chr., Epoca romană     | Încarcă foto \| video | Raportează eroare |
| IS-I-m-B-03629.05 (RAN: 96995.01.02)              | Așezare                                                                    | sat Păușești; comuna Dumești          | „Biserica Veche 1 și 11”, la SE de Biserica veche de lemn din afara vetrei satului, pe ambele pante, despărțite de o vâlcică | sec. II - I a. Chr., Latène             | Încarcă foto \| video | Raportează eroare |
| IS-I-m-B-03629.06 (RAN: 96995.01.01)              | Așezare                                                                    | sat Păușești; comuna Dumești          | „Biserica Veche 1 și 11”, la SE de Biserica veche de lemn din afara vetrei satului, pe ambele pante, despărțite de o vâlcică | Hallstatt timpuriu                      | Încarcă foto \| video | Raportează eroare |
| IS-I-s-B-03630 (RAN: 96995.02)                    | Situl arheologic de la Păușeni, punct „Cantonul Silvic”                    | sat Păușești; comuna Dumești          | „Cantonul Silvic”, la cca. 800 m SE de sat, în perimetrul pepinierei din fața cantonului silvic                              |                                         | Încarcă foto \| video | Raportează eroare |
| IS-I-m-B-03630.01 (RAN: 96995.02.09)              | Așezare                                                                    | sat Păușești; comuna Dumești          | „Cantonul Silvic”, la cca. 800 m SE de sat, în perimetrul pepinierei din fața cantonului silvic                              | sec. XVII - XVIII, Epoca medievală      | Încarcă foto \| video | Raportează eroare |
| IS-I-m-B-03630.02 (RAN: 96995.02.08)              | Așezare                                                                    | sat Păușești; comuna Dumești          | „Cantonul Silvic”, la cca. 800 m SE de sat, în perimetrul pepinierei din fața cantonului silvic                              | sec. XVI, Epoca medievală               | Încarcă foto \| video | Raportează eroare |
| IS-I-m-B-03630.03 (RAN: 96995.02.07)              | Așezare                                                                    | sat Păușești; comuna Dumești          | „Cantonul Silvic”, la cca. 800 m SE de sat, în perimetrul pepinierei din fața cantonului silvic                              | sec. XI – XIII, Epoca medieval timpurie | Încarcă foto \| video | Raportează eroare |
| IS-I-m-B-03630.04 (RAN: 96995.02.06)              | Așezare                                                                    | sat Păușești; comuna Dumești          | „Cantonul Silvic”, la cca. 800 m SE de sat, în perimetrul pepinierei din fața cantonului silvic                              | sec. X – XI, Epoca medieval timpurie    | Încarcă foto \| video | Raportează eroare |
| IS-I-m-B-03630.05 (RAN: 96995.02.05)              | Așezare                                                                    | sat Păușești; comuna Dumești          | „Cantonul Silvic”, la cca. 800 m SE de sat, în perimetrul pepinierei din fața cantonului silvic                              | sec. VI – IX, Epoca migrațiilor         | Încarcă foto \| video | Raportează eroare |
| IS-I-m-B-03630.06 (RAN: 96995.02.04)              | Așezare                                                                    | sat Păușești; comuna Dumești          | „Cantonul Silvic”, la cca. 800 m SE de sat, în perimetrul pepinierei din fața cantonului silvic                              | sec. V, Epoca migrațiilor               | Încarcă foto \| video | Raportează eroare |
| IS-I-m-B-03630.07 (RAN: 96995.02.03)              | Așezare                                                                    | sat Păușești; comuna Dumești          | „Cantonul Silvic”, la cca. 800 m SE de sat, în perimetrul pepinierei din fața cantonului silvic                              | sec. IV p.Chr, Epoca daco-romană        | Încarcă foto \| video | Raportează eroare |
| IS-I-m-B-03630.08 (RAN: 96995.02.02)              | Așezare                                                                    | sat Păușești; comuna Dumești          | „Cantonul Silvic”, la cca. 800 m SE de sat, în perimetrul pepinierei din fața cantonului silvic                              | Epoca bronzului târziu, cultura Noua    | Încarcă foto \| video | Raportează eroare |
| IS-I-s-B-03631 (RAN: 95373.01)                    | Situl arheologic de la Pârcovaci, punct „Între Islazuri”                   | sat Pârcovaci; oraș Hârlău            | „Între Islazuri”, la V de sat, pe versantul de N al Dealului Miriște                                                         |                                         | Încarcă foto \| video | Raportează eroare |
| IS-I-m-B-03631.01 (RAN: 95373.01.04)              | Așezare                                                                    | sat Pârcovaci; oraș Hârlău            | „Între Islazuri”, la V de sat, pe versantul de N al Dealului Miriște                                                         | sec. XVII, Epoca medievală              | Încarcă foto \| video | Raportează eroare |
| IS-I-m-B-03631.02 (RAN: 95373.01.03)              | Așezare                                                                    | sat Pârcovaci; oraș Hârlău            | „Între Islazuri”, la V de sat, pe versantul de N al Dealului Miriște                                                         | sec. XI – XII, Epoca medieval timpurie  | Încarcă foto \| video | Raportează eroare |
| IS-I-m-B-03631.03 (RAN: 95373.01.02)              | Așezare                                                                    | sat Pârcovaci; oraș Hârlău            | „Între Islazuri”, la V de sat, pe versantul de N al Dealului Miriște                                                         | sec. VI – VIII, Epoca migrațiilor       | Încarcă foto \| video | Raportează eroare |
| IS-I-m-B-03631.04 (RAN: 95373.01.01)              | Așezare                                                                    | sat Pârcovaci; oraș Hârlău            | „Între Islazuri”, la V de sat, pe versantul de N al Dealului Miriște                                                         | Hallstatt                               | Încarcă foto \| video | Raportează eroare |
| IS-I-s-B-03632 (RAN: 98346.01)                    | Situl arheologic de la Plugari, punct „Cotul Beicului”                     | sat Plugari; comuna Plugari           | „Cotul Beicului”, la 3 km V de sat, între șoseaua spre Hârlău și râul Miletin                                                |                                         | Încarcă foto \| video | Raportează eroare |
| IS-I-m-B-03632.01 (RAN: 98346.01.06)              | Așezare                                                                    | sat Plugari; comuna Plugari           | „Cotul Beicului”, la 3 km V de sat, între șoseaua spre Hârlău și râul Miletin                                                | sec. XV - XVI, Epoca medievală          | Încarcă foto \| video | Raportează eroare |
| IS-I-m-B-03632.02 (RAN: 98346.01.04)              | Așezare                                                                    | sat Plugari; comuna Plugari           | „Cotul Beicului”, la 3 km V de sat, între șoseaua spre Hârlău și râul Miletin                                                | sec. XIV – XV, Epoca medievală          | Încarcă foto \| video | Raportează eroare |
| IS-I-m-B-03632.03 (RAN: 98346.01.03)              | Așezare                                                                    | sat Plugari; comuna Plugari           | „Cotul Beicului”, la 3 km V de sat, între șoseaua spre Hârlău și râul Miletin                                                | sec. V, Epoca migrațiilor               | Încarcă foto \| video | Raportează eroare |
| IS-I-m-B-03632.04 (RAN: 98346.01.02)              | Așezare                                                                    | sat Plugari; comuna Plugari           | „Cotul Beicului”, la 3 km V de sat, între șoseaua spre Hârlău și râul Miletin                                                | sec. IV - III a. Chr., Latène           | Încarcă foto \| video | Raportează eroare |
| IS-I-m-B-03632.05 (RAN: 98346.01.01)              | Așezare                                                                    | sat Plugari; comuna Plugari           | „Cotul Beicului”, la 3 km V de sat, între șoseaua spre Hârlău și râul Miletin                                                | Epoca bronzului târziu, cultura Noua    | Încarcă foto \| video | Raportează eroare |
| IS-I-s-B-03633 (RAN: 98346.02)                    | Situl arheologic de la Plugari - „La Cimitir”                              | sat Plugari; comuna Plugari           | „La Cimitir”, în zona cimitirului actual al satului, din șesul Miletinului (?)                                               |                                         | Încarcă foto \| video | Raportează eroare |
| IS-I-m-B-03633.01 (RAN: 98346.02.02)              | Așezare                                                                    | sat Plugari; comuna Plugari           | „La Cimitir”, în zona cimitirului actual al satului, din șesul Miletinului (?)                                               | sec. IV - III a. Chr., Latène           | Încarcă foto \| video | Raportează eroare |
| IS-I-m-B-03633.02 (RAN: 98346.02.01)              | Așezare                                                                    | sat Plugari; comuna Plugari           | „La Cimitir”, în zona cimitirului actual al satului, din șesul Miletinului (?)                                               | Eneolitic, cultura Cucuteni, faza A     | Încarcă foto \| video | Raportează eroare |
| IS-I-s-B-03634 (RAN: 98346.03)                    | Movilele de la Plugari                                                     | sat Plugari; comuna Plugari           | la cca. 2 km NV de sat, pe un aliniament E-V, până la limita județului Iași                                                  | Hallstatt                               | Încarcă foto \| video | Raportează eroare |
| IS-I-s-B-03635 (RAN: 96619.01)                    | Situl arheologic de la Podolenii de Jos, punct „La Iezătură”               | sat Podolenii de Jos; comuna Cozmești | „La Iezătură”, la 500 m E de sat, pe partea dreaptă a pârâului Moșna                                                         |                                         | Încarcă foto \| video | Raportează eroare |
| IS-I-m-B-03635.01 (RAN: 96619.01.05)              | Așezare                                                                    | sat Podolenii de Jos; comuna Cozmești | „La Iezătură”, la 500 m E de sat, pe partea dreaptă a pârâului Moșna                                                         | sec. XVI, Epoca medievală               | Încarcă foto \| video | Raportează eroare |
| IS-I-m-B-03635.02 (RAN: 96619.01.03)              | Așezare                                                                    | sat Podolenii de Jos; comuna Cozmești | „La Iezătură”, la 500 m E de sat, pe partea dreaptă a pârâului Moșna                                                         | sec. XI – XII, Epoca medieval timpurie  | Încarcă foto \| video | Raportează eroare |
| IS-I-m-B-03635.03 (RAN: 96619.01.02)              | Așezare                                                                    | sat Podolenii de Jos; comuna Cozmești | „La Iezătură”, la 500 m E de sat, pe partea dreaptă a pârâului Moșna                                                         | sec. VIII – X, Epoca medieval timpurie  | Încarcă foto \| video | Raportează eroare |
| IS-I-m-B-03635.04 (RAN: 96619.01.01)              | Așezare                                                                    | sat Podolenii de Jos; comuna Cozmești | „La Iezătură”, la 500 m E de sat, pe partea dreaptă a pârâului Moșna                                                         | Latène, cultura geto-dacică             | Încarcă foto \| video | Raportează eroare |
| IS-I-s-B-03636 (RAN: 97303.01)                    | Situl arheologic de la Poiana cu Cetate, punct „Cetate” („Dealul Cetății”) | sat Poiana cu Cetate; comuna Grajduri | „La Cetate” („Dealul Cetății”), în marginea NV a satului, lângă izvoarele pârâului                                           |                                         | Încarcă foto \| video | Raportează eroare |
| IS-I-m-B-03636.01                                 | Așezare                                                                    | sat Poiana cu Cetate; comuna Grajduri | „La Cetate” („Dealul Cetății”), în marginea NV a satului, lângă izvoarele pârâului                                           | Latène                                  | Încarcă foto \| video | Raportează eroare |
| IS-I-m-B-03636.02 (RAN: 97303.01.04)              | Așezare                                                                    | sat Poiana cu Cetate; comuna Grajduri | „La Cetate” („Dealul Cetății”), în marginea NV a satului, lângă izvoarele pârâului                                           | Eneolitic, cultura Cucuteni, faza A     | Încarcă foto \| video | Raportează eroare |
| IS-I-s-B-03637 (RAN: 99753.01)                    | Cetatea de la Poiana Mănăstirii - „Între Șanțuri”                          | sat Poiana Mănăstirii; comuna Țibana  | „Între Șanțuri”, la 3 km NNE de sat, pe platoul înalt                                                                        | sec. IV - III a. Chr., Latène           | Încarcă foto \| video | Raportează eroare |
| IS-I-s-B-03638 (RAN: 98444.02)                    | Situl arheologic de la Popești, punct „în Săraturi”                        | sat Popești; comuna Popești           | „în Săraturi”, la 1,5 km ENE de sat, între șosea și pârâul Dudău                                                             |                                         | Încarcă foto \| video | Raportează eroare |
| IS-I-m-B-03638.01 (RAN: 98444.02.06)              | Așezare                                                                    | sat Popești; comuna Popești           | „în Săraturi”, la 1,5 km ENE de sat, între șosea și pârâul Dudău                                                             | sec. XV - XVI, Epoca medievală          | Încarcă foto \| video | Raportează eroare |
| IS-I-m-B-03638.02 (RAN: 98444.02.05)              | Așezare                                                                    | sat Popești; comuna Popești           | „în Săraturi”, la 1,5 km ENE de sat, între șosea și pârâul Dudău                                                             | sec. VIII – X, Epoca medieval timpurie  | Încarcă foto \| video | Raportează eroare |
| IS-I-m-B-03638.03 (RAN: 98444.02.04)              | Așezare                                                                    | sat Popești; comuna Popești           | „în Săraturi”, la 1,5 km ENE de sat, între șosea și pârâul Dudău                                                             | sec. VII – VIII, Epoca migrațiilor      | Încarcă foto \| video | Raportează eroare |
| IS-I-m-B-03638.04 (RAN: 98444.02.03)              | Așezare                                                                    | sat Popești; comuna Popești           | „în Săraturi”, la 1,5 km ENE de sat, între șosea și pârâul Dudău                                                             | sec. II – III p. Chr., Epoca romană     | Încarcă foto \| video | Raportează eroare |
| IS-I-m-B-03638.05 (RAN: 98444.02.02)              | Așezare                                                                    | sat Popești; comuna Popești           | „în Săraturi”, la 1,5 km ENE de sat, între șosea și pârâul Dudău                                                             | Epoca bronzului târziu, cultura Noua    | Încarcă foto \| video | Raportează eroare |
| IS-I-m-B-03638.06 (RAN: 98444.02.01)              | Așezare                                                                    | sat Popești; comuna Popești           | „în Săraturi”, la 1,5 km ENE de sat, între șosea și pârâul Dudău                                                             | Neolitic, cultura Starčevo-Criș         | Încarcă foto \| video | Raportează eroare |
| IS-I-s-B-03639 (RAN: 98444.01)                    | Situl arheologic de la Popești, punct „La Movilă”                          | sat Popești; comuna Trifești          | „La Movilă”, la cca. 1 km S de sat                                                                                           |                                         | Încarcă foto \| video | Raportează eroare |
| IS-I-m-B-03639.01                                 | Așezare                                                                    | sat Popești; comuna Trifești          | „La Movilă”, la cca. 1 km S de sat                                                                                           | sec. VIII - X, Epoca medieval timpurie  | Încarcă foto \| video | Raportează eroare |
| IS-I-m-B-03639.02 (RAN: 98444.01.04)              | Așezare                                                                    | sat Popești; comuna Trifești          | „La Movilă”, la cca. 1 km S de sat                                                                                           | sec. II – III p. Chr., Epoca romană     | Încarcă foto \| video | Raportează eroare |
| IS-I-m-B-03639.03 (RAN: 98444.01.03)              | Așezare                                                                    | sat Popești; comuna Trifești          | „La Movilă”, la cca. 1 km S de sat                                                                                           | Hallstatt timpuriu                      | Încarcă foto \| video | Raportează eroare |
| IS-I-m-B-03639.04 (RAN: 98444.01.02)              | Așezare                                                                    | sat Popești; comuna Trifești          | „La Movilă”, la cca. 1 km S de sat                                                                                           | Eneolitic, cultura Cucuteni, faza B     | Încarcă foto \| video | Raportează eroare |
| IS-I-m-B-03639.05 (RAN: 98444.01.01, 98444.01.05) | Așezare                                                                    | sat Popești; comuna Trifești          | „La Movilă”, la cca. 1 km S de sat                                                                                           | Eneolitic, cultura Cucuteni, faza A     | Încarcă foto \| video | Raportează eroare |
| IS-I-s-B-03640 (RAN: 98514.01)                    | Situl arheologic de la Popricani, punct „Dealul Viei - Curmătura”          | sat Popricani; comuna Popricani       | „Dealul Viei - Curmătura”, la 700 m E de sat, pe stânga drumului spre satul Cotul Morii                                      |                                         | Încarcă foto \| video | Raportează eroare |
| IS-I-m-B-03640.01 (RAN: 98514.01.04)              | Așezare                                                                    | sat Popricani; comuna Popricani       | „Dealul Viei - Curmătura”, la 700 m E de sat, pe stânga drumului spre satul Cotul Morii                                      | sec. IV p.Chr, Epoca daco-romană        | Încarcă foto \| video | Raportează eroare |
| IS-I-m-B-03640.02 (RAN: 98514.01.05)              | Așezare                                                                    | sat Popricani; comuna Popricani       | „Dealul Viei - Curmătura”, la 700 m E de sat, pe stânga drumului spre satul Cotul Morii                                      | sec. II a. Chr.                         | Încarcă foto \| video | Raportează eroare |
| IS-I-m-B-03640.03 (RAN: 98514.01.03)              | Așezare                                                                    | sat Popricani; comuna Popricani       | „Dealul Viei - Curmătura”, la 700 m E de sat, pe stânga drumului spre satul Cotul Morii                                      | Latène, cultura geto-dacică             | Încarcă foto \| video | Raportează eroare |
| IS-I-m-B-03640.04 (RAN: 98514.01.02)              | Așezare                                                                    | sat Popricani; comuna Popricani       | „Dealul Viei - Curmătura”, la 700 m E de sat, pe stânga drumului spre satul Cotul Morii                                      | Hallstatt mijlociu și târziu            | Încarcă foto \| video | Raportează eroare |
| IS-I-m-B-03640.05 (RAN: 98514.01.01)              | Așezare                                                                    | sat Popricani; comuna Popricani       | „Dealul Viei - Curmătura”, la 700 m E de sat, pe stânga drumului spre satul Cotul Morii                                      | Eneolitic, cultura Cucuteni, faza A     | Încarcă foto \| video | Raportează eroare |
| IS-I-s-B-03641 (RAN: 98514.02)                    | Situl arheologic de la Popricani, punct „Grădina lui Anton”                | sat Popricani; comuna Popricani       | „Grădina lui Anton”, în marginea de N a satului, pe malul stâng al pârâului Popricani (șialșoselei Popricani -Cârniceni)     |                                         | Încarcă foto \| video | Raportează eroare |
| IS-I-m-B-03641.01 (RAN: 98514.02.06)              | Așezare                                                                    | sat Popricani; comuna Popricani       | „Grădina lui Anton”, în marginea de N a satului, pe malul stâng al pârâului Popricani (șialșoselei Popricani -Cârniceni)     | sec. XV, Epoca medievală                | Încarcă foto \| video | Raportează eroare |
| IS-I-m-B-03641.02                                 | Așezare                                                                    | sat Popricani; comuna Popricani       | „Grădina lui Anton”, în marginea de N a satului, pe malul stâng al pârâului Popricani (șialșoselei Popricani -Cârniceni)     | sec. IX - X, Epoca medieval timpurie    | Încarcă foto \| video | Raportează eroare |
| IS-I-m-B-03641.03 (RAN: 98514.02.04, 98514.02.05) | Așezare                                                                    | sat Popricani; comuna Popricani       | „Grădina lui Anton”, în marginea de N a satului, pe malul stâng al pârâului Popricani (șialșoselei Popricani -Cârniceni)     | sec. IV p.Chr, Epoca daco-romană        | Încarcă foto \| video | Raportează eroare |
| IS-I-m-B-03641.04 (RAN: 98514.02.03)              | Așezare                                                                    | sat Popricani; comuna Popricani       | „Grădina lui Anton”, în marginea de N a satului, pe malul stâng al pârâului Popricani (șialșoselei Popricani -Cârniceni)     | Hallstatt                               | Încarcă foto \| video | Raportează eroare |
| IS-I-m-B-03641.05 (RAN: 98514.02.02)              | Așezare                                                                    | sat Popricani; comuna Popricani       | „Grădina lui Anton”, în marginea de N a satului, pe malul stâng al pârâului Popricani (șialșoselei Popricani -Cârniceni)     | Epoca bronzului târziu, cultura Noua    | Încarcă foto \| video | Raportează eroare |
| IS-I-m-B-03641.06 (RAN: 98514.02.01)              | Așezare                                                                    | sat Popricani; comuna Popricani       | „Grădina lui Anton”, în marginea de N a satului, pe malul stâng al pârâului Popricani (șialșoselei Popricani -Cârniceni)     | Eneolitic, cultura Cucuteni, faza B     | Încarcă foto \| video | Raportează eroare |
| IS-I-m-B-03641.07 (RAN: 98514.02.07)              | Așezare                                                                    | sat Popricani; comuna Popricani       | „Grădina lui Anton”, în marginea de N a satului, pe malul stâng al pârâului Popricani (șialșoselei Popricani -Cârniceni)     | Eneolitic, cultura Cucuteni, faza A     | Încarcă foto \| video | Raportează eroare |
| IS-I-m-B-03642 (RAN: 98514.03)                    | Valul lui Traian                                                           | sat Popricani; comuna Popricani       | la marginea de N a satului, până la cca. 200 m NE de sat, cu direcția NE spre com. Țigănași                                  | Epoca migrațiilor                       | Încarcă foto \| video | Raportează eroare |
| IS-I-s-B-03643 (RAN: 95596.01)                    | Casa cronicarului Ion Neculce de la Prigoreni                              | sat Prigoreni; comuna Ion Neculce     | | sec. XVII, Epoca medievală              | Încarcă foto \| video | Raportează eroare |
| IS-II-m-B-04211                                   | Ateliere de căi ferate                                                     | oraș Pașcani                          | Str. Gării | 1876                                    |                       | Raportează eroare |
| IS-II-m-A-04212 (RAN: 95408.01)                   | Palatul familiei Cantacuzino-Pașcanu                                       | oraș Pașcani                          | Aleea Parcului 1 47.2452°N 26.72791°E                                                                                        | cca. 1650, refăcut sec. XVIII           |                       | Raportează eroare |
| IS-II-m-A-04213 (RAN: 95408.02)                   | Biserica „Sf. Arhangheli Mihail și Gavril”                                 | oraș Pașcani                          | Aleea Parcului 5 47.25135°N 26.7219°E                                                                                        | 1664                                    | Alte imagini          | Raportează eroare |
| IS-II-m-B-04214                                   | Casă                                                                       | sat Pădureni; comuna Grajduri         | | 1910                                    | Încarcă foto \| video | Raportează eroare |
| IS-II-m-B-04215 (RAN: 95113.01)                   | Biserica „Sf. Apostoli”                                                    | sat Păun; comuna Bârnova              | | 1812                                    | Alte imagini          | Raportează eroare |
| IS-II-m-A-04216 (RAN: 96995.04)                   | Biserica de lemn „Sf. Gheorghe”                                            | sat Păușești; comuna Dumești          | | 1643                                    | Alte imagini          | Raportează eroare |
| IS-II-m-B-04217 (RAN: 96995.03)                   | Biserica „Sf. Apostoli”                                                    | sat Păușești; comuna Dumești          | | 1805                                    |                       | Raportează eroare |
| IS-II-m-B-04218                                   | Biserica „Sf. Nicolae”                                                     | sat Picioru Lupului; comuna Ciurea    | | 1845                                    | Încarcă foto \| video | Raportează eroare |
| IS-II-a-A-04219 (RAN: 95122.01)                   | Mănăstirea „Piatra Sfântă”                                                 | sat Pietrăria; comuna Bârnova         | | sec. XVIII - XIX                        | Alte imagini          | Raportează eroare |
| IS-II-m-A-04219.01                                | Biserica „Adormirea Maicii Domnului”                                       | sat Pietrăria; comuna Bârnova         | | 1755                                    | Încarcă foto \| video | Raportează eroare |
| IS-II-m-B-04220                                   | Biserica „Duminica Tuturor Sfinților”                                      | sat Pocreaca; comuna Schitu Duca      | | sf. sec. XIX                            | Încarcă foto \| video | Raportează eroare |
| IS-II-m-B-04221                                   | Biserica „Sf. Nicolae”                                                     | oraș Podu Iloaiei                     | | 1832                                    |                       | Raportează eroare |
| IS-II-m-B-04222                                   | Fost han, azi spital                                                       | oraș Podu Iloaiei                     | | 1830                                    | Încarcă foto \| video | Raportează eroare |
| IS-II-m-B-04223                                   | Gară                                                                       | oraș Podu Iloaiei                     | 47.21°N 27.28°E | sf. sec. XIX                            | Alte imagini          | Raportează eroare |
| IS-II-m-B-04224 (RAN: 96860.01)                   | Biserica de lemn „Tăierea Capului Sf. Ioan Botezătorul”                    | sat Poiana; comuna Deleni             | | 1744                                    | Încarcă foto \| video | Raportează eroare |
| IS-II-m-B-04225 (RAN: 97303.02)                   | Biserica lui Cujbă                                                         | sat Poiana cu Cetate; comuna Grajduri | 46.99094°N 27.60152°E | sec. XVII                               | Alte imagini          | Raportează eroare |
| IS-II-m-B-04226                                   | Biserica „Sf. Nicolae”                                                     | sat Poieni; comuna Schitu Duca        | | 1841                                    | Alte imagini          | Raportează eroare |
| IS-II-a-B-04227                                   | Ansamblul spitalului                                                       | sat Poieni; comuna Schitu Duca        | | sf. sec. XIX                            | Încarcă foto \| video | Raportează eroare |
| IS-II-m-B-04228 (RAN: 98444.04)                   | Biserica de lemn „Sf. Treime”                                              | sat Popești; comuna Popești           | | 1700                                    | Alte imagini          | Raportează eroare |
| IS-II-a-B-04229                                   | Ansamblul conacului Cantacuzino - Pașcanu                                  | sat Popești; comuna Popești           | 47.1505°N 27.23724°E | sec. XVIII                              |                       | Raportează eroare |
| IS-II-m-B-04229.01                                | Conacul Cantacuzino - Pașcanu                                              | sat Popești; comuna Popești           | | sec. XVIII                              | Alte imagini          | Raportează eroare |
| IS-II-m-B-04229.02                                | Biserica „Sf. Voievozi”                                                    | sat Popești; comuna Popești           | | 1776                                    | Alte imagini          | Raportează eroare |
| IS-II-m-B-04230                                   | Școala veche                                                               | sat Prigoreni; comuna Ion Neculce     | | a doua jum. a sec. XIX                  | Încarcă foto \| video | Raportează eroare |
| IS-II-m-B-04231                                   | Biserica „Sf. Voievozi”                                                    | sat Prisăcani; comuna Prisăcani       | | 1737                                    |                       | Raportează eroare |
| IS-II-m-B-04232 (RAN: 98006.02)                   | Biserica „Sf. Voievozi”                                                    | sat Proselnici; comuna Miroslava      | | sec. XVIII                              |                       | Raportează eroare |
| IS-III-m-B-04322                                  | Monumentul comemorativ al răscoalei din 1907                               | oraș Pașcani                          | La intersecția Aleei Parcului cu str. Republicii                                                                             | 1907                                    | Încarcă foto \| video | Raportează eroare |
| IS-III-m-B-04323                                  | Crucea Eroilor din războiul de Independență                                | oraș Pașcani                          | În cimitirul orașului | 1877                                    | Încarcă foto \| video | Raportează eroare |
| IS-III-m-B-04324                                  | Mormântul cronicarului Ion Neculce                                         | sat Prigoreni; comuna Ion Neculce     | Lângă biserică | mijl. sec XX                            |                       | Raportează eroare |